# Cinco Ranch
Cinco Ranch è un census-designated place degli Stati Uniti d'America situato nella contea di Fort Bend dello Stato del Texas. Parti del suo territorio sono comprese nei confini della contea di Harris (Texas).
La popolazione era di 18.274 persone al censimento del 2010.

## Geografia fisica
Cinco Ranch è situata a 29°44′29″N 95°45′30″W (29.741522, -95.758343), circa 25 miglia (40 km) a ovest di Houston e 10 miglia (16 km) a nord di Richmond. Cinco Ranch è considerata parte della zona della Greater Katy essendo circa 10 km a sud est della città di Katy.
Secondo lo United States Census Bureau, ha un'area totale di 4,9 miglia quadrate (12.8 km²).

## Società

### Evoluzione demografica
Secondo il censimento del 2000, c'erano 11.196 persone, 3.375 nuclei familiari e 3.064 famiglie residenti nella città. La densità di popolazione era di 2.270,0 persone per miglio quadrato (876,8/km²). C'erano 3.594 unità abitative a una densità media di 728,7 per miglio quadrato (281,5/km²). La composizione etnica della città era formata dall'87,92% di bianchi, il 2,85% di afroamericani, lo 0,23% di nativi americani, il 6,63% di asiatici, lo 0,02% di isolani del Pacifico, l'1,06% di altre razze, e l'1,30% di due o più etnie. Ispanici o latinos di qualunque razza erano il 5,84% della popolazione.
14% of Cinco Ranch residents report German ancestry, another il 14% report English ancestry, e il 10% report Irish. These are the three most common reported ancestries. Fourth is Asian, at 7%.
C'erano 3.375 nuclei familiari di cui il 63,7% aveva figli di età inferiore ai 18 anni, l'84,9% erano coppie sposate conviventi, il 3,8% aveva un capofamiglia femmina senza marito, e il 9,2% erano non-famiglie. Il 7,5% di tutti i nuclei familiari erano individuali e l'1,2% aveva componenti con un'età di 65 anni o più che vivevano da soli. Il numero di componenti medio di un nucleo familiare era di 3,32 e quello di una famiglia era di 3,52.
La popolazione era composta dal 38,3% di persone sotto i 18 anni, il 3,8% di persone dai 18 ai 24 anni, il 32,5% di persone dai 25 ai 44 anni, il 22,2% di persone dai 45 ai 64 anni, e il 3,2% di persone di 65 anni o più. L'età media era di 35 anni. Per ogni 100 femmine c'erano 99,9 maschi. Per ogni 100 femmine dai 18 anni in giù, c'erano 98,9 maschi.
Il reddito medio di un nucleo familiare era di 111.517 dollari, e quello di una famiglia era di 114.550 dollari. I maschi avevano un reddito medio di 90.117 dollari contro i 42.304 dollari delle femmine. Il reddito pro capite era di 37.747 dollari. Circa l'1,5% delle famiglie e l'1,3% della popolazione erano sotto la soglia di povertà, incluso l'1,1% di persone sotto i 18 anni e il 2,6% di persone di 65 anni o più.